# دانشگاه بیفرست
دانشگاه بیفرست (به لاتین: Bifröst University) یک دانشگاه در ایسلند است که در پورکارنس واقع شده‌است.